# Ночь на Земле
«Ночь на Земле» (англ. Night On Earth) — кинофильм Джима Джармуша.
Фильм состоит из пяти частей, в каждой из которых показана вре́менная связь, возникающая между водителем такси и ночными пассажирами. Каждая из частей происходит в течение одной ночи в разных городах — Лос-Анджелесе, Нью-Йорке, Париже, Риме, Хельсинки. Выбор городов, в котором происходит действие разных частей фильма, основывался на том, где находились актёры, с которыми Джармуш хотел работать над этим фильмом. Сценарий был написан Джармушем за восемь дней. Саундтрек к фильму сочинил и записал Том Уэйтс, тексты трёх песен — в соавторстве со своей женой Кэтлин Бреннан.

## Сюжет
- Лос-Анджелес. Из аэропорта Лос-Анджелеса девушка-таксистка по имени Корки везёт в Беверли-Хиллз агента по подбору актёров Викторию Снеллинг. По дороге она много курит, ругается и рассказывает пассажирке о своих жизненных планах (она хочет стать механиком). В конце пути Виктория предлагает Корки пройти кинопробы на роль в фильме, но та отказывается.

- Нью-Йорк. Добродушный таксист Хельмут Грокенбергер — иммигрант из Дрездена (ГДР), в прошлом цирковой клоун. Он плохо говорит по-английски, не умеет пользоваться автоматической коробкой передач и совершенно не знает Нью-Йорк. Его пассажир, афроамериканец Йо-Йо, садится за руль сам.

- Париж. Таксист в бомбере, выходец из Кот-д’Ивуара, везёт слепую женщину, которая едет на свою привычную ночную прогулку вдоль Сены. По дороге таксист задаёт ей наивные и бестактные вопросы о том, каково быть слепой. Пассажирка уверяет, что «видит» своим внутренним зрением не хуже его, зрячего. Водитель ей не верит. В доказательство своей правоты женщина по акценту точно определяет, из какого района Африки происходит таксист. Водитель выпускает пассажирку на набережной, трогается с места и тут же попадает в аварию — его машина сталкивается с другой, едущей навстречу. Слепая женщина уже издалека слышит удар и скрежет металла, а также крики второго участника ДТП: « — Куда ты едешь! Ты что, слепой?!» Женщина удовлетворённо улыбаясь, не спеша удаляется по ночной набережной Сены.

- Рим. Развязный и сексуально озабоченный таксист берёт пассажира-священника и по дороге решает ему исповедаться. Машина таксиста, старый и потрёпанный Fiat 128, мчится по тёмным, грязным и ухабистым улицам старого Рима. Увлечённый собственной «исповедью», таксист не разбирает дороги, пару раз проезжая мимо одной и той же молодой пары, занимающейся любовью прямо на улице под фонарём. Водитель (первой его «любовью» была тыква, потом овца, затем жена его брата) не замечает, как пассажиру становится плохо и тот теряет признаки жизни. Испуганный таксист усаживает тело на скамейку, и, прикрыв открытые глаза священника своими тёмными очками, уезжает.

- Хельсинки. Финский таксист Мика везёт троих сильно выпивших друзей. Один из них, Аки, спит, а его товарищи рассказывают, что у него был худший день в жизни: его уволили с работы, разбили его новую машину, узнал о беременности своей 16-летней дочери, а жена решила развестись и выгнала его из дома. На это Мика отвечает, что бывает и хуже, и рассказывает свою историю. Они с женой Эйей очень хотели ребёнка, но их дочь родилась недоношенной, и врач сказал, что она проживёт не больше недели. Чтобы вынести боль от потери, Мика решил не любить своего ребёнка. Прошло три недели, а дочь была ещё жива. Мика снова впустил любовь к ней в своё сердце, но в тот же день она умерла. Пассажиры проникаются сочувствием к Мике и понимают, что «с Аки ничего страшного не случилось», его неприятности — ерунда. Двое друзей Аки выходят из машины и таксист будит Аки, который расплачивается за проезд из своего выходного пособия. Выйдя из такси, Аки в растерянности садится на заснеженный тротуар.

Комментарий режиссёра: 

Снимать внутри автомобиля очень трудно. Каждый, кто снимал, вряд ли захочет повторить этот опыт. Нам было сложнее вдвойне, потому что я хотел не только рассказать истории персонажей, но и передать атмосферу ночных улиц этих городов. В Финляндии машина сломалась прямо на путях перед трамваем. Актёры не могли быстро выбраться из автомобиля из-за закреплённого на нём оборудования, мы еле успели остановить трамвай. Оператор Фред Элмс (Fred Elms) сам управлял камерой, когда нужно было снять сложные ракурсы. А на улице в это время было 14 градусов мороза. В Италии наша съёмочная группа вызвала подозрение у полицейских. Поскольку паспорта мы оставили в гостинице, нам пришлось просидеть под замком пять часов.— Обзор фильма на сайте Вокруг ТВ

## В ролях

### Лос-Анджелес
- Вайнона Райдер — Корки
- Джина Роулендс — Виктория Снеллинг

### Нью-Йорк
- Джанкарло Эспозито — Йо-Йо
- Армин Мюллер-Шталь — Хельмут Грокенбергер
- Рози Перес — Анджела

### Париж
- Исаак де Банколе — таксист
- Беатрис Даль — слепая
- Эмиль Абоссоло-Мбо — пассажир
- Паскаль Нзонзи — пассажир

### Рим
- Роберто Бениньи — Джино
- Паоло Боначелли — священник

### Хельсинки
- Матти Пеллонпяя — Мика
- Кари Вяянянен — пассажир
- Сакари Куосманен — пассажир
- Томи Сальмела — пассажир

## Интересные факты
Для создания саундтрека первоначально был приглашён японский композитор Тору Такэмицу, однако написанная им музыка не удовлетворила режиссёра, и он обратился к Тому Уэйтсу.

## Награды
Фред Элмс был награждён премией «Независимый дух» за лучшую операторскую работу в 1993 году.

## Песни в фильме
- Том Уэйтс — Back In The Good Old World
- Том Уэйтс — Good Old World
- Davie Allan & the Arrows[англ.] — Cycle-Delic
- Blue Cheer — Summertime Blues (слова Эдди Кокрана и Джерри Кэйпхарта)